# Câble catégorie 6
Pour les articles homonymes, voir Câble et Cat.

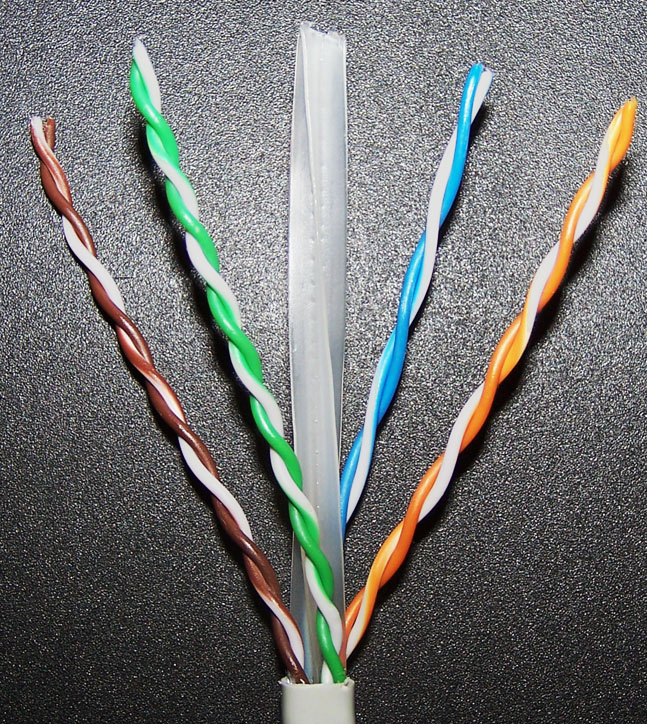
Plusieurs câbles composant le câble catégorie 6

Le câble catégorie 6 de classe E est une évolution en termes de gradation des performances du câblage pour les liaisons de type Ethernet utilisant des conducteurs à paires torsadées non blindées ou blindées. Il est rétro-compatible avec les câbles catégories 5 UTP et 5e FTP de classe D et permet de transmettre des données à des fréquences jusqu'à 250 MHz et à des débits théoriques ne dépassant pas 1 Gbit/s sur une longueur de 100 mètres (pratiquement et en tenant compte du soin apporté à la fabrication, ce type de câble peut permettre l'utilisation du standard 10GBASE-T - 10 Gbit/s - jusqu'à 56 mètres) avec des tests supplémentaires sur les installations existantes.

## Description
Le câble catégorie 6 est de type souple, protégé par une gaine généralement en PVC et composé de quatre paires torsadées non blindées. Son diamètre est compris entre 5,3 et 5,8 mm à la suite d'une augmentation des sections des conducteurs en cuivre (24 AWG à 22 AWG) dans le but d'obtenir une amélioration des caractéristiques par rapport à celles des catégories antérieures (diamètre de 4,8 à 5,5 mm pour les câbles de catégorie 5 et 5e).
Ce câble possède également un pas de torsade serré de 12,7 mm ou inférieur afin de réduire la diaphonie entre les paires.

## Caractéristiques principales
Les caractéristiques électriques principales sont consignées dans le tableau de mesures ci-dessous. Celles-ci sont réalisées avec les trois paramètres suivants :
- longueur du câble : 100 mètres ;
- fréquence : 250 MHz ;
- impédance : 100 ohms.

| Insertion Loss | Next    | Elfext  | Return Loss |
| -------------- | ------- | ------- | ----------- |
| 21,3 dB        | 39,9 dB | 23,3 dB | 12 dB       |

Notes :
- Insertion loss ou perte par insertion : affaiblissement mesuré par le rapport entre énergie émise et énergie reçue. Plus la mesure est petite, meilleure est la puissance du signal reçu.
- Next (Near End Cross Talk) ou paradiaphonie : mesure le rapport entre l'énergie émise sur une paire d'un côté du canal et l'énergie parasite reçue sur une autre paire du même côté du canal. Plus la valeur est importante, meilleur est le canal.
- Elfext (Equal Level Far End Cross Talk) : mesure le rapport entre la télédiaphonie et l'affaiblissement. Plus la mesure est grande, meilleur est le canal.
- Return loss ou perte en retour : il s'agit de l'énergie ré-émise vers la source et qui est due à une variation de l'impédance des éléments conducteurs constituant le lien. Sa mesure s'obtient par le rapport entre l'énergie émise et l'énergie reçue en retour sur la même paire. Plus le rapport est grand, meilleur est le canal.

## Application
Le câble catégorie 6 trouve sa justification (par rapport aux câbles Cat. 5 et Cat. 5E) dans la réalisation des liaisons de type Ethernet utilisant les standards 100BASE-TX (Fast Ethernet), 1000BASE-T, 1000BASE-TX.
La catégorie 6a est définie jusqu'à 500 MHz et est prévue pour le 10 Gigabit Ethernet (10GBASE-T).